# شورای اسلامی شهر رشت
شورای اسلامی شهر رشت یک نهاد نظارتی و قانون‌گذار در سطح شهر رشت و شهرداری رشت می‌باشد. تعداد اعضای این شورا در اولین دوره انتخابات شورای شهر و روستا در سال ۱۳۷۷، ۹ نفر بود که در پنجمین دوره به ۱۱ نفر رسید. اعضا شورا به واسطهٔ رأی مستقیم مردم شهر رشت انتخاب می‌شوند.

## دوره کنونی با تمدید یک ساله (۱۴۰۰_۱۴۰۵هجری شمسی)
| ردیف | نام و نام خانوادگی | نوع حضور | تعداد رأی | اصلیت       | سمت         | ریاست کمیسیون                     | شورای شهرستان |
| ---- | ------------------ | -------- | --------- | ----------- | ----------- | --------------------------------- | ------------- |
| ۱    | حسین واثق کارگرنیا | اصلی     | ۹۰۴'۱۱    | کلانشهر رشت | ریاست شورا  | ___                               | خیر           |
| ۲    | رضا عاشری          | اصلی     | ۳۴۸'۱۱    | کلانشهررشت  | عضو         | رییس کمیسیون عمران                | خیر           |
| ۳    | مجید عزیزی         | اصلی     | ۸۶۹'۱۰    | کلانشهر رشت | خزانه دار   | ____                              | آری           |
| ۴    | هادی رمضانی        | اصلی     | ۸۰۴'۱۰    | کلانشهر رشت | نایب رئیس   | رئیس کمیسیون فرهنگی اجتماعی ورزشی | خیر           |
| ۵    | سید حسین رضویان    | اصلی     | ۴۸۶'۱۰    | کلانشهر رشت | سخنگوی شورا | ___                               | خیر           |
| ۶    | مسعود عباس نژاد    | اصلی     | ۸۱۴'۸     | کلانشهررشت  | عضو         | ریاست کمیسیون بهداشت و محیط زیست  | آری           |
| ۷    | سید شمس شفیعی      | اصلی     | ۷۶۹'۸     | رشت         | عضو         | ریاست کمیسیون بودجه               | خیر           |
| ۸    | نادر حسینی         | اصلی     | ۱۹۴'۸     | رشت         | عضو         | _____                             | خیر           |
| ۹    | حسن کریمی کرنق     | اصلی     | ۴۵۳'۷     | شهرستان رشت | عضو         | ____                              | خیر           |
| ۱۰   | محسن سماکچی        | اصلی     | ۷۱۸۸      | رشت         | عضو         | ریاست کمیسیون عمران               | خیر           |
| ۱۱   | محمدحسین عاقل منش  | اصلی     | ۶۸۱۷      | رشت         |             |                                   | خیر           |

قابل ذکر است که سید امیرحسین علوی پیش ازین عضو شورا بود که با استعفای سید محمد احمدی به عنوان شهردار رشت برگزیده شد و حسن کریمی کرنق جایگزین وی شد.
در فروردین ۱۴۰۲ پساز مباحثی که پیرامون مهدی نوری هریس، عضو شورای ششم رشت مطرح شد، با نامه ارسالی از سوی فرمانداری رشت به شورا، مقرر شد تا اعلام رای نهایی پیرامون وضعیت نوری عضو شورای رشت، محسن سماکچی، عضو علی البدل شورا به عنوان عضو جایگزین به فعالیت بپردازد.
در فروردین ۱۴۰۳ پس از تعلیق علیرضا تاج شهرستانی از سوی مراجع قضایی و اعلام فرمانداری محمدحسین عاقل منش ، سومین علی البدل جایگزین وی شد .

## بیشینه
در سال ۱۳۰۵ نخستین انجمن شهر در ایران با ۲۰ نفر عضو در شهر رشت تشکیل شد.

## دوره پنجم:۱۳۹۶ تا۱۴۰۰ هجری خورشیدی
۱۷ دی ۹۷ جلسه شورای شهر رشت با دستور کار انتخاب شهردار با حضور اکثریت اعضای شورا عصر روز دوشنبه برگزار شد.
در این جلسه حجت جذب با ۶ رأی اعضای شورای شهر رشت به عنوان شصت و ششمین شهردار رشت انتخاب شد.
رضا ساغری دیگر کاندیدای شهرداری رشت نیز ۴ رأی به دست آورد. درحالیکه همان‌طور که پیش‌بینی میشد تیم ۶ نفره متشکل از حامد عبدالهی، احمد رمضانپور نرگسی، اسماعیل حاجی پور، فرهام زاهد، حجت جذب و محمدحسن علیپور به  جذب رأی دادند و بهراد ذاکری نیز در اعتراض به روند انتخاب شهردار و نمایشی خواندن جلسه نام هیچ‌یک از کاندیداها را روی برگه ننوشت و به ذکر جمله «رشت شهری خسته اکتفا کرد».
گفتنی است امیرحسین علوی دربارهٔ علت ارائه برنامه حجت جذب درحالیکه شرایط لازم را برای کاندیداتوری نداشت، اظهار کرد: ۶ عضو شورا برای این کار اصرار کردند و اعتراض نسبت به این موضوع وارد است.
گفتنی است با توجه به اینکه حجت جذب از سابقه ۹ سال مدیریت میانی برخوردار نیست، ۶ عضو شورا با این انتخاب خود، شورای شهر رشت را در آستانه انحلال قرار دادند.

### درخواست انحلال شورا توسط فرماندار رشت
میرشمس مومنی زاده در جمع خبرنگاران به مناسبت روز خبرنگار (سال 1398) گفت: بنده در نامه‌ای به استاندار وقت درباره ضرورت انحلال شورا مسائلی را مطرح کردم اما وی به دلایلی انجام این کار را صلاح ندانست.

### تکلیف شهردار رشت
علی بهارمست پس از استعفای مسعود نصرتی طی این مدت به عنوان سرپرست شهرداری رشت مشغول فعالیت بود البته در این مدت حامد عبدالهی با ۶ رأی اعضای شورای شهر رشت به عنوان شهردار رشت انتخاب شد اما وزارت کشور صلاحیت وی را برای شهرداری رشت تأیید نکرد. پس از آن حجت جذب به وزارت کشور معرفی شد که باز رد صلاحیت شد
در نهایت پس از کش و قوس های فراوان در 21 خرداد 1398 بالاخره وزارت کشور با ناصر حاج محمدی که رای ۱۰ تن از اعضای شورای شهر رشت را کسب کرده بود،به عنوان شهردار رشت موافقت کرد.
| ردیف | نام و نام خانوادگی     | نوع حضور  | تعداد رأی | اصلیت       | سمت             |
| ---- | ---------------------- | --------- | --------- | ----------- | --------------- |
| ۱    | احمد رمضانپور نرگسی    | اصلی      | ۸۷۷'۲۷    | صومعه سرا   | عضو             |
| ۲    | اسماعیل حاجی پور       | اصلی      | ۳۸۶'۲۶    | کلانشهررشت  | ریاست شورا      |
| ۳    | امیر حسین علوی امندانی | اصلی      | ۳۴۷'۲۴    | صومعه سرا   | عضو             |
| ۴    | فرهام زاهد آجی بوزایه  | اصلی      | ۵۱۷'۲۱    | آجی‌بوزایه   | نایب ریاست شورا |
| ۵    | محمد حسن علی پور کسبخی | اصلی      | ۸۱۵'۱۸    | کلانشهر رشت | عضو             |
| ۶    | حامد عبدالهی           | اصلی      | ۶۷۲'۱۷    | کلانشهر رشت | خزانه دار شورا  |
| ۷    | رضا رسولی              | اصلی      | ۶۱۳'۱۷    | کلانشهررشت  | عضو             |
| ۸    | حجت جذب                | اصلی      | ۳۴۲'۱۷    | کلانشهر رشت | سخنگو شورا      |
| ۹    | محمد حسین عاقل منش     | اصلی      | ۶۷۲'۱۶    | کلانشهررشت  | عضو             |
| ۱۰   | فاطمه شیرزاد           | اصلی      | ۳۰۴'۱۶    | رشت         | منشی            |
| ۱۱   | بهراد ذاکری            | اصلی      | ۴۱۷'۱۵    | رشت         | عضو             |
| ۱۲   | فرانک پیشگر            | علی البدل | ۱۵۰۰۹     | صومعه سرا   | علی البدل       |
| ۱۳   | سید شمس شفیعی دوگانه   | علی البدل | ۱۴۶۲۴     | رشت         | علی البدل       |
| ۱۴   | سینا مقدادی کاسانی     | علی البدل | ۱۳۹۹۲     | شهرستان رشت | علی البدل       |
| ۱۵   | اسمعیل بی آزار         | علی البدل | ۱۳۷۶۸     | رشت         | علی البدل       |

## دور چهارم(۱۳۹۲ تا ۱۳۹۶ هجری شمسی)

### جنجال‌ها

#### وکالت رئیس کمسیون حقوقی شورا علیه شهرداری
محمد علی رفیعی نودهی که تا قبل از انتخاب به عنوان عضو شورای شهر و رئیس کمیسیون حقوقی شورا، وکالت پرونده‌هایی علیه شهرداری رشت را بر عهده داشت و در مواردی شهرداری رشت را محکوم به پرداخت غرامت‌های میلیاردی و پرداخت هزینه دادرسی کرده بود، اما وی پس از جلوس بر صندلی شورا پیگیری کار پرونده‌ها علیه شهرداری را همچنان ادامه می‌دهد. این اقدام واکنش‌های بسیاری در در سایت‌ها و شبکه‌های اجتماعی در مورد عملکرد شورا و شائبه دسترسی و استفاده از اطلاعات حقوقی شهرداری رشت علیه شهرداری را به وجود آورد.

#### برکناری شهردار پس از ۹ ماه
محمدابراهیم خلیلی در مهر ماه ۱۳۹۲ با ۱۱ رأی اعضای شورای اسلامی رشت به عنوان شهردار انتخاب شد؛ و در آذر ۱۳۹۲ رسماً با حضور مدیرکل شهری وزارت کشور به عنوان شهردار رشت معرفی شد. در مهر ماه ۱۳۹۳ علی‌رغم مخالفت‌های هر سه نماینده رشت در مجلس، فرماندار رشت، استانداری گیلان و رسانه‌ها ده عضو شورا (رضا جمشیدی‌چناری، فرانک پیشگر، محمدحسین واثق کارگرنیا، مظفر نیکومنش نودهی، محمود باقری‌خطیبانی، فرهاد شوقی، مجید رجبی‌ویسرودی، مسعود کاظمی لیچائی، عباس صابر و محمدعلی رفیعی نوده) با دادن رأی مثبت به استیضاح محمدابراهیم خلیلی شهردار رشت را برکنار کردند خلیلی پس از برکناری با عدم حضور در مراسم تودیع در نامهٔ خداحافظی خطاب به مردم رشت نوشت و بازگشت آرامش و امید به شهر رشت را هدف خود و شهرداری را شرکت سهامی عده‌ای و رفقایشان دانست. برکناری شهردار رشت با انتقاد شدید امام جمعه این شهر در نماز جمعه مواجه شد وی خلیلی را شهردار نمونه کشوری خواند و گفت شهردار بازیچه دست شورای شهر نیست و مردم نباید بازیچه چند جوان تازه به دوران رسیده در شورای شهر رشت باشند. استاندار گیلان نیز با انتقاد از شورای شهر رشت خواستار ایجاد محدودیت‌های قانونی برای شوراها در برکناری شهرداران شد.مهدی چمران رئیس وقت شورای عالی استان‌ها از شورای شهر رشت به دلیل اتفاق‌هایی که در مورد شهردار این شهر انتقاد و گلایه کرد.

##### انتخاب سرپرست
شورای شهر رشت پس از عزل شهردار کریم سرپرست که پیش از این از سمت معاونت اداری مالی شهرداری برکنار شده بود را با ۹ رأی به عنوان کفیل و سرپرست شهرداری رشت انتخاب کرد. وی پس از انتخاب به همراه محمود باقری خطیبانی نائب رئیس شورای اسلامی شهر رشت ویکی اعضای شورای شهر فومن در مزار شهدای گمنام این شهر حاضر شد و در رشت حضور نداشت، وی زاده فومن است. او در اولین اظهار نظر پس رسیدن به شهرداری کلانشهر رشت در اظهارنظری عجیب انتخاب مدیر پروژه برای پروژه‌های در حال اجرا و دارای مدیر پروژه از اهم برنامه‌های کاری خود اعلام کرد.

###### کاندید شدن برخی اعضا شورا برای پست شهردار
مطرح شدن نام سه عضو شورا (مجید رجبی ویسرودی، مسعود کاظمی و رضا جمشیدی چناری) برای تصدی شهرداری رشت واکنش و تعجب رسانه‌ها و برخی از اعضای شورای شهر رشت و نمایندگان مجلس رشت را در پی داشت.

## دوره سوم

### جنجال‌ها

#### اختلاس
شورای سوم پس از حواشی فراوان و تخلفات گسترده مالی و اداری اخذ رشوه، اختلاس و ارتشاء در فرودین ماه ۱۳۹۲ توسط هیئت حل اختلاف و رسیدگی به شکایات از شوراهای اسلامی استان گیلان منحل شد و برخی اعضای این دوره شورا به همراه دو شهردار سابق رشت و هفت نفر از کارمندان شهرداری رشت بازداشت و تحت پیگرد قضایی قرار گرفتند.
براساس شماره دادنامه ۹۳۰۹۹۷۱۳۱۴۵۰۱۱۵۴ مورخه ۹۳/۸/۲۹ و شماره حکم ۹۳۰۶۶۰ و شماره پرونده ۹۲۰۹۹۸۱۳۱۵۱۰۰۰۳۱ رأی صادر شده به قرار زیر است:
بر این اساس حکم برائت آقایان موسی ناصح، غلامرضا خاکسار، هادی رمضانی و محمود فریدونی از اتهام شرکت در اختلاس و محمد محمودیان از اتهام شرکت در اختلاس و ارتشا صادر می‌گردد.
غلامرضا هاتفی به اتهام شرکت در ارتشا به مبلغ ۹ میلیارد ریال با همکاری محمدرضا قاسمی و سیزده میلیارد ریال به اتفاق محمود مباحی احراز و هاتفی به تحمل ده سال حبس و پرداخت سیزده میلیارد ریال جزای نقدی در حق دولت و انفصال از خدمات دولتی به مدت یک سال و تحمل ۳۰ ضربه شلاق محکوم می‌گردد. همچنین وی به اتهام داشتن تجهیزات دریافت ماهواره و آلات قمار به تحمل کیفر محکوم می‌گردد.
محمدرضا قاسمی به اتهام شرکت در ارتشا به مبلغ ۹ میلیارد ریال با همکاری غلامرضا هاتفی به تحمل پنج سال حبس، بیست ضربه شلاق و تادیه سه میلیارد ریال جزای نقدی در حق دولت محکوم شده‌است.
دادگاه محمود مباحی را به اتهام شرکت در ارتشا با همکاری غلامرضا هاتفی به مبلغ سیزده میلیارد ریال به تحمل ۷ سال حبس و بیست ضربه شلاق و انفصال از خدمات دولتی به مدت یک سال و نیز پرداخت مبلغ سیزده میلیارد ریال به عنوان جزای نقدی در حق دولت و به اتهام داشتن اسپری دفاع شخصی به تادیه جزای نقدی به مبلغ ده میلیون ریال و به دلیل داشتن تجهیزات دریافت ماهواره او را به تحمل کیفر محکوم می‌نماید.